# 3834 Zappafrank
3834 Zappafrank este un asteroid din centura principală, descoperit pe 11 mai 1980 de Ladislav Brožek.